# 燃えろ水戸の夏まつり
「燃えろ水戸の夏まつり」は、2004年8月14日に ビクターより発売された橋幸夫の170枚目のシングル（NCS-433）である。	

## 概要
- 橋は、デビュー曲「潮来笠」（作詞佐伯孝夫、作曲吉田正）の舞台となった潮来市だけでなく、水戸黄門まつりに欠かせない「黄門ばやし」（作詞佐伯、作曲吉田）も唄っており、茨城県との関係が深い。「黄門ばやし」は橋のシングルリストには非掲載[1]だが、水戸市民にはポピュラーな曲である。
- 楽曲制作のきっかけは、2003年に橋のファンであった幡谷定俊（茨城トヨペット社長、幡谷グループ幡谷祐一の長男）との会食での話題にある。その時に「祭の復権」で意気投合し、「盆踊りを中心とした町興しにもなる」楽曲として「燃えろ水戸の夏まつり」が制作された[2]。
- 作詞は地元出身の 長山たかのり、作曲は橋本人（勅使原煌名義）、編曲も地元出身の松井忠重
- 本楽曲は、橋自身も名誉会長として出席した2004年8月14日の第1回「燃えろ！元気！水戸まつり」（於：千波公園ふれあい広場）で披露された[3]。
- C/Wは「お元気人生」で、作詞は神原一敬、作曲と編曲は本楽曲と同じである。
- なお橋は、祭の復権に向けて翌年に「盆ダンス」、翌々年に「花火音頭」をリリースしている。「花火音頭」のC/Wには本楽曲の「水戸」を「日本」置き換えた「燃えろ日本の夏まつり」が再録されている。

## 収録曲
1. 燃えろ水戸の夏まつり
作詞： 長山たかのり、作曲：勅使原煌、編曲：松井忠重
2. お元気人生
作詞：神原一敬、作曲：勅使原煌、編曲：松井忠重

## 収録アルバム
- 橋幸夫芸能生活45周年記念『歌の架け橋』（2005.12.16、VICL-61843～5）Disc3
- 「燃えろ日本の夏まつり」が『橋幸夫ベスト100+カラオケ15』（2015.10.28、CD-BOX 5+1枚組）Disc5に収録されている。